# Lijst van geneeskundige termen
Met geneeskundige terminologie of medisch jargon wordt gedoeld op termen en uitdrukkingen die in de medische wereld worden gebruikt. Sommige van deze uitdrukkingen zijn potjeslatijn. Veel medische termen zijn afkomstig uit het Latijn en het Grieks. Soms betekent dit dat er zowel een Latijnse als Griekse benaming bestaat (bijvoorbeeld "uterus-extirpatie" en "hysterectomie" voor "verwijdering van de baarmoeder")

## A
- abces: ophoping van pus in het lichaam in een niet op voorhand bestaande holte, etterbuil
- abdominaal: met betrekking tot de buik
- acathisie: niet kunnen zitten; psychomotore onrust.
- acidose: verzuring
- acuut: plotseling ontstaan, op korte termijn verlopend
- adenoïd: neusamandel
- adenoom: goedaardig, uit klierweefsel gevormd gezwel
- agens: werkzame stof
- agonist: 1. werkzame stof in een geneesmiddel die de werking van een signaalstof versterkt; 2. spier die een bepaalde functie uitvoert, bijvoorbeeld de biceps van de bovenarm is een agonist voor buigen.
- alkalose: minder zuur (basisch) worden van het bloed
- anamnese: (bevraging van) de voorgeschiedenis en omstandigheden (van de ziekte)
- aneurysma: plaatselijke verwijding van een deel van het vaatstelsel
- antacida: algemene naam voor maagzuurremmers. (Enkelvoud: antacidum.)
- antagonist: 1. werkzame stof in een geneesmiddel die de werking van een signaalstof verzwakt; 2. spier die een bepaalde functie tegenwerkt, bijvoorbeeld de biceps van de bovenarm is een antagonist voor strekken.
- anterior: (aan de) voorzijde
- antidotum: tegengif
- ATE: afkorting van "adenotonsillectomie". Ingreep waarbij zowel de neusamandel (adenoïd) als de keelamandelen (tonsillen)) worden verwijderd
- anti-emetica: middelen tegen braken
- arterieel: slagaderlijk
- ascites: waterbuik
- asymptomatisch: zonder ziekteverschijnselen

## B
- b.i.d.: bis in die, twee per dag
- biopsie: het nemen van een biopt uit het lichaam om te onderzoeken
- biopt: te onderzoeken stukje weefsel dat uit het lichaam werd genomen

## C
- cardiaal: met betrekking tot het hart
- cardiovasculair: met betrekking tot hart en bloedvaten
- carfologie: een gedrag bij een psychische stoornis waarbij de patiënt alsmaar grijpt naar (al dan niet denkbeeldige) losse draden
- chronisch: slepend, langdurig
- cimicosis: huidaandoening door beten van de bedwants
- claudicatio: pijn in de benen of armen tijdens activiteit, door slechte doorbloeding
- coagulatie: stolling
- coccygodynie: pijn aan het staartbeen
- complicatie: verwikkeling, stoornis in de normale genezing
- congenitaal: aangeboren
- contra-indicatie: een kenmerk van de patiënt dat een bepaalde behandeling uitsluit of minder gewenst maakt
- constipatie: term voor een vertraagde of moeizame stoelgang
- contusie: kneuzing
- cor: hart
- coronair: met betrekking tot de kransslagaders
- cura te ipsum: genees eerst jezelf
- cyste: abnormale lichaamsholte met vloeibare of taaie inhoud

## D
- dd: in recepten/voorschriften; -daags. Bijvoorbeeld 2dd, 2 maal daags
- declief: van de onderste ledematen
- defecatie: stoelgang
- deficiëntie: tekort
- dextra: rechts
- diagnose: het geven van een naam aan een aandoening van een patiënt
- diastase: scheiding, het uit elkaar staan
- digitaal: met betrekking tot de vingers
- discovertebraal: wat betrekking heeft op de discus (tussenwervelschijf) en de vertebrae (wervels)
- dysmorfie: het hebben van een vreemde vorm

## E
- e causa ignota (vaak afgekort als e.c.i.): door onbekende oorzaak
- empyeem: ophoping van pus in het lichaam in een al tevoren bestaande holte, bv. galblaasempyeem
- endocrien: betrekking hebbend op hormonen
- enterobiasis: besmetting met de darmparasiet Enterobius vermicularis of aarsmade
- etiologie: oorzaak
- exacerbatie: opstoot, verergering van de symptomen van een (chronische) aandoening.

## F
- faeces: ontlasting
- febris: koorts (ook: febrilitas)
- filariasis: ziekte die het gevolg is van een besmetting met een tropische rondworm
- fractuur: botbreuk

## G
- gastro-enteritis: maag- en darmontsteking, "buikgriep"
- glucosurie: suiker in de urine

## H
- hidrose: zweten
- histologie: studie en onderzoek van lichaamsweefsel, meestal afkomstig van biopten
- hyper: letterlijk: "erboven". Het tegenovergestelde is hypo. Met "een hyper" wordt medisch meestal een te hoge bloedsuikerspiegel bedoeld, maar soms ook een aanval van hyperventilatie of een "opvlieger"
- hypertelorisme: het ver uit elkaar staan van de ogen
- hypertrofie: groter worden van cellen, vaak spiercellen
- hypo: letterlijk "eronder", met "een hypo" wordt medisch meestal een te lage bloedsuikerspiegel bedoeld.
- hypokinesie: verminderde beweeglijkheid of beweegbaarheid
- hypotonie: slapte, geringe (spier)spanning
- hypotrofie: kleiner worden van cellen

## I
- iatrogeen: veroorzaakt door medisch handelen
- idiopathisch: zonder bekende oorzaak
- incubatie: 1) sluimeren (van een ziekteverwekker na besmetting); 2) bacteriekweken inzetten
- indicatie: een kenmerk van de patiënt dat aanleiding geeft tot een bepaalde behandeling
- in dubio abstine: bij twijfel niets doen
- inflammatie: ontsteking
- insidieus: traag ontwikkelend en zonder duidelijke symptomen
- intestinaal: met betrekking tot de darm
- intraveneus: in een ader
- ischemie: onvoldoende doorbloeding van een deel van het lichaam, wat leidt tot zuurstoftekort en verlies aan functie

## J
- jejunum: tweede deel van de dunne darm

## K
- karbunkel: groep van steenpuisten, ook karbonkel

## L
- laesie: letsel, plek waar een afwijking zit
- lateraal: (aan de) zijkant
- Laparoscopie: kijkoperatie in de buik
- lege artis: volgens de regels van de kunst

## M
- macrocefalie: het hebben van een grote schedel
- manem: hand
- mediaal: (naar het) midden:
- mediastinum: de ruimte tussen de longen waar zich het hart en de grote bloedvaten van en naar het hart bevinden
- microcefalie: het hebben van een kleine schedel
- mictie: urinelozing
- morbus: 'ziekte van' (bv. m. Parkinson (of m. Parkinsis, Latijn) = morbus Parkinson = ziekte van Parkinson)

## N
- neuropathie: aandoening van een of meer zenuwen
- nefrogeen: door de nier of nieren veroorzaakt
- nosocomiale infectie: in het ziekenhuis opgelopen infectie
- noxe: schade

## O
- occult: verborgen, zonder duidelijke symptomen
- o.d.: omni die, elke dag of een per dag
- omentum: buikvlies

## P
- palpatie, palperen: met de hand voelen bij geneeskundig onderzoek
- parenteraal: via een andere weg dan het digestief systeem, bijvoorbeeld door inspuiting
- parese: gedeeltelijke verlamming
- pathogeen: ziekte veroorzakend (meestal micro-organisme of virus)
- pedes: voet
- pediculosis: huidaandoening door bloedzuigende luizen.
- perineum: ruimte/huidgebied tussen de balzak/vagina en de anus
- peritoneum: buikvlies
- polydipsie: veel (water) drinken
- posologie: dosering
- post aut propter: erna of erdoor
- posterior: (aan de) achterzijde
- postprandiaal: na de maaltijd
- precordiaal: voor het hart
- predispositie: vatbaarheid, aanleg voor iets
- prelevatie: wegnemen van weefsels en cellen
- primum non nocere: ten eerste geen kwaad doen
- prodromale fase: fase voor het vol uitbreken van een ziekte waarin de patiënt vaak al symptomen begint te krijgen
- profylaxe: preventie, voorkomen van ziekte
- proliferatie: woekering
- pruritus: jeuk
- purgeren: de stoelgang bevorderen door middel van een sterk laxeermiddel (purgeermiddel)
- pus bonum et laudabile: goede en prijzenswaardige pus

## Q
- q.d.: quaque die, een per dag
- q.i.d.: quater in die, vier per dag
- quid: wat, wat is dit

## R
- rectaal: van of via de endeldarm (rectum)
- remissie: tijdelijke genezing of vermindering van de symptomen van een (chronische) aandoening
- respiratoir: met betrekking tot de ademhaling algemeen of meer specifiek tot de ademhaling van de mens
- rigiditeit: stijfheid
- /R: recept

## S
- saturatie: zuurstofverzadiging, geeft het percentage zuurstof in het bloed aan
- sinistra: links
- stenose: vernauwing
- subfebrilitas: milde koorts
- symptoom: klinisch verschijnsel
- syndroom: verzameling klinische verschijnselen

## T
- talus: sprongbeen
- teratogeen: schadelijk voor het ongeboren kind van een zwangere vrouw
- t.i.d.: ter in die, drie per dag
- thoracaal: met betrekking tot de ribbenkast
- thymus: zwezerik, orgaan met een rol in het immuunsysteem
- tonsil: keelamandel
- tranquillizer: rustgevend middel, een verouderde term die voor barbituraten, benzodiazepinen en antipsychotica gebruikt werd
- trauma: letsel, verwonding (ook psychotrauma)
- tremor: schudbeweging door onvrijwillige samentrekking van spieren

## U
- ubi pus evacua: waar pus zit, verwijderen (ook ubi pus, ibi evacua)

## V
- vagaal: met betrekking tot de vaguszenuw
- varix: spatader, meervoud varices
- veneus: aderlijk, van de ader
- verruca vulgaris: een wrat
- vitium: afwijking, meervoud vitia

## W
- wonddehiscentie: wondbreuk, (opnieuw) opengaan van een wonde

## X
- xanthoom: cholesterolrijke huidafwijking
- xanthopsie: stoornis in het zicht, waardoor alles een gele tint heeft

## Y
- yersiniose: besmetting met Yersinia enterocolitica

## Z
- zoönose: infectieziekte veroorzaakt door een kiem die afkomstig is van bij dieren
- zygote: bevruchte eicel